# A Train To Autumn
A Train To Autumn (кор. 가을로가는기차; сокращенно как ATTA кор. 가기차) — южнокорейская балладаная группа из четырёх человек, сформированная в 2018 году компанией Cube Entertainment. Группа дебютировала 5 ноября 2018 года с синглом «That Season You Were In». 9 ноября группа исполнила свою песню на Music Bank.

## История
15 июля 2018 года A Train To Autumn выпустили сингл под названием «A Watercolor of a Rainy Day», в котором участвовал дуэты мужчины и женщины. Cube Entertainment не раскрыли их личности. 2 ноября Cube объявили, что официально дебютируют 5 ноября с первым синглом «That Season You Were In», написанным Кино из PENTAGON.. Это первые синглы из их пяти-серийного прощального сериала.
В 2019 году группа была официально представлена выпуском шоукейса «Farewell Again» (다시 이별), который состоялся 25 февраля в Ilchi Art Hall. Песня написана и написана Рокоберри. 29 апреля вышел сингл «Spring Rain» (우산 을 쓰고)
В 2020 году профиль группы был удален с веб-сайта Cube Entertainment, подтверждая их роспуск.

## Дискография

### Синглы
| Название                                                                              | Год  | Позиция | Альбом            |
| Название                                                                              | Год  | KOR     | Альбом            |
| Название                                                                              | Год  | KOR     | Альбом            |
| ------------------------------------------------------------------------------------- | ---- | ------- | ----------------- |
| «A Watercolor of a Rainy Day» (비 오는 날의 수채화)                                   | 2018 | —       | Сингл вне альбома |
| «That Season You Were In» (네가 있던 계절)                                            | 2018 | —       | Сингл вне альбома |
| «Farewell Again» (다시 이별)                                                          | 2019 | —       | Сингл вне альбома |
| «Spring Rain» (우산을 쓰고)                                                           | 2019 | —       | Сингл вне альбома |
| «—» обозначает релизы, которые не попали в чарты или не были выпущены в этом регионе. |      |         |                   |

### Саундтреки
| Название                                 | Год  | Альбом                        | Ссылка |
| ---------------------------------------- | ---- | ----------------------------- | ------ |
| «Beautiful Moment» (매일 너에게)         | 2019 | Дом на лето OST часть 15      | [ 7 ]  |
| «You Are in My Heart» (내 맘속에 그대가) | 2019 | Место под солнцем OST часть 9 | [ 8 ]  |

## Участницы группы
| Сценический псевдоним | Сценический псевдоним | Настоящее имя | Настоящее имя | Дата рождения | Позиция в группе          |
| Основной              | Другой                | На русском    | Хангыль       | Дата рождения | Позиция в группе          |
| --------------------- | --------------------- | ------------- | ------------- | ------------- | ------------------------- |
| Джихён                | Jihyeon               | Хван Джи Хён  | 이아영        | 12.14.1996    | Лидер, ведущая вокалистка |
| Субин                 | Subin                 | Ким Су Бин    | 조미연        | 05.07.1998    | Ведущая вокалистка        |
| Аён                   | Ahyoung               | Ли А Ён       | 이아영        | 12.10.1998    | Главная вокалистка        |
| Соми                  | Somi                  | Пэк Со Ми     | 백소미        | 10.10.2000    | Бэк-вокалистка, макнэ     |

## Концерты

### Шоукейсы
- Farewell Again Comeback Showcase (25 февраля 2019 года)[9]

### Участие в концертах
- U & Cube Festival 2019 in Japan (2019)[10]